# Son Canals (Santa Maria)
|  | Aquest article tracta sobre una possessió de Santa Maria del Camí. Vegeu-ne altres significats a «Son Canals (Palma)». |

Son Canals és una possessió de Santa Maria del Camí situada prop del Camí de Sóller. Confronta amb es Cabàs, Can Cabellera, Can Borralló i Son Punta.